# Giuggianello
Giuggianello là một đô thị và thị xã của Ý. Đô thị này thuộc tỉnh Lecce trong vùng Apulia. Giuggianello có diện tích 10 km2, dân số theo ước tính năm 2005 của Viện thống kê quốc gia Ý là 1235 người. 
Các đơn vị dân cư:
Đô thị Giuggianello giáp với các đô thị: Giurdignano, Minervino di Lecce, Muro Leccese, Palmariggi, Poggiardo, Sanarica.